# Mala Mlaka
Mala Mlaka is een plaats in de gemeente Zagreb in de Kroatische provincie Stad Zagreb. De plaats telt 660 inwoners (2001).